# Hieracium neroikense
Hieracium neroikense es una especie de planta con flor del género Hieracium, de la familia Asteraceae, orden Asterales.

## Distribución
Hieracium neroikense se distribuye por Rusia.

## Taxonomía
Fue descrita científicamente por Üksip.